# Grobbendonk
Grobbendonk là một đô thị ở tỉnh Antwerp (tiếng Hà Lan: Antwerpen). Đô thị này gồm các thị trấn Bouwel và nội ô Grobbendonk. Tại thời điểm ngày 1 tháng 1 năm 2006, Grobbendonk có dân số 10.747 người. Tổng diện tích là 28,36 km² với mật độ dân số là 379 người trên mỗi km².

## Cư dân nổi tiếng
- Rik Van Looy, tuyển thủ đua xe đạp, hai lần vô địch thế giới
- Herman Van Springel, tuyển thủ đua xe đạp, thừ nhì Tour de France